# Mariana Percovich
Mariana Percovich (sinh ngày 1 tháng 12 năm 1963) là một nhà viết kịch, giáo viên và giám đốc nhà hát người Uruguay. Cô tốt nghiệp giáo sư văn học tại Instituto de Profesores Artigas giáo sư Instituto de Profesores Artigas  (IPA) của Montevideo. Trước khi cô tái hòa nhập vào EMAD, cô đã từng là Điều phối viên nghệ thuật biểu diễn của Bộ Giáo dục và Văn hóa của đất nước cô, trong bốn năm. Cô đã giành được giải Florencio Award  hai lần. Percovich là thành viên của công ty Complot từ năm 2007 

## Nghề nghiệp
Thời thơ ấu, Percovich đã thích nhà hát thông qua sự ảnh hưởng của cha mẹ, người đã giúp cô trở thành một "khán giả có ý thức", mặc dù cô đã quyết định không trở thành một nữ diễn viên. Trước khi bắt đầu sự nghiệp sân khấu, cô làm Nhà báo văn hóa  trên các phương tiện truyền thông khác nhau, chẳng hạn như tại tạp chí hàng tuần Búsqueda, nơi cô giữ chức vụ biên tập viên của bộ phận văn hóa, và cũng là một giáo viên văn học tại các trường sân khấu khác nhau.
Mối liên hệ đầu tiên của Percovich với kịch nghệ là nhờ sự hỗ trợ của đạo diễn Carlos Aguilera, người cho phép cô trở thành trợ lý của anh trong tất cả các buổi diễn của vở kịch Ya nadie recuerda a Frederick Chopin năm 1982, khi cô 19 tuổi.